# Isola di Zamami
L'isola di Zamami (座間味島?, Zamami-jima) è un'isola nell'Oceano Pacifico. Fa parte del gruppo di isole Kerama ed è amministrata come villaggio di Zamami nel Distretto di Shimajiri, Prefettura di Okinawa, Giappone. L'isola di Zamami ha una circonferenza di 24 chilometri e ha 3 insediamenti: Zamami, Ama e Asa.

## Attrattive
- Spiaggia di Furuzamami. È stata classificata 4a in Giappone nel Travelers Choice World's Best Beach 2016 come annunciato da Trip Advisor nel 2016.[2]
- Spiaggia di Ama
- Furuzamami Kaizuka
- Torre di pace
- Museo di Cultura Marina di Kerama
- Statua di Marilyn

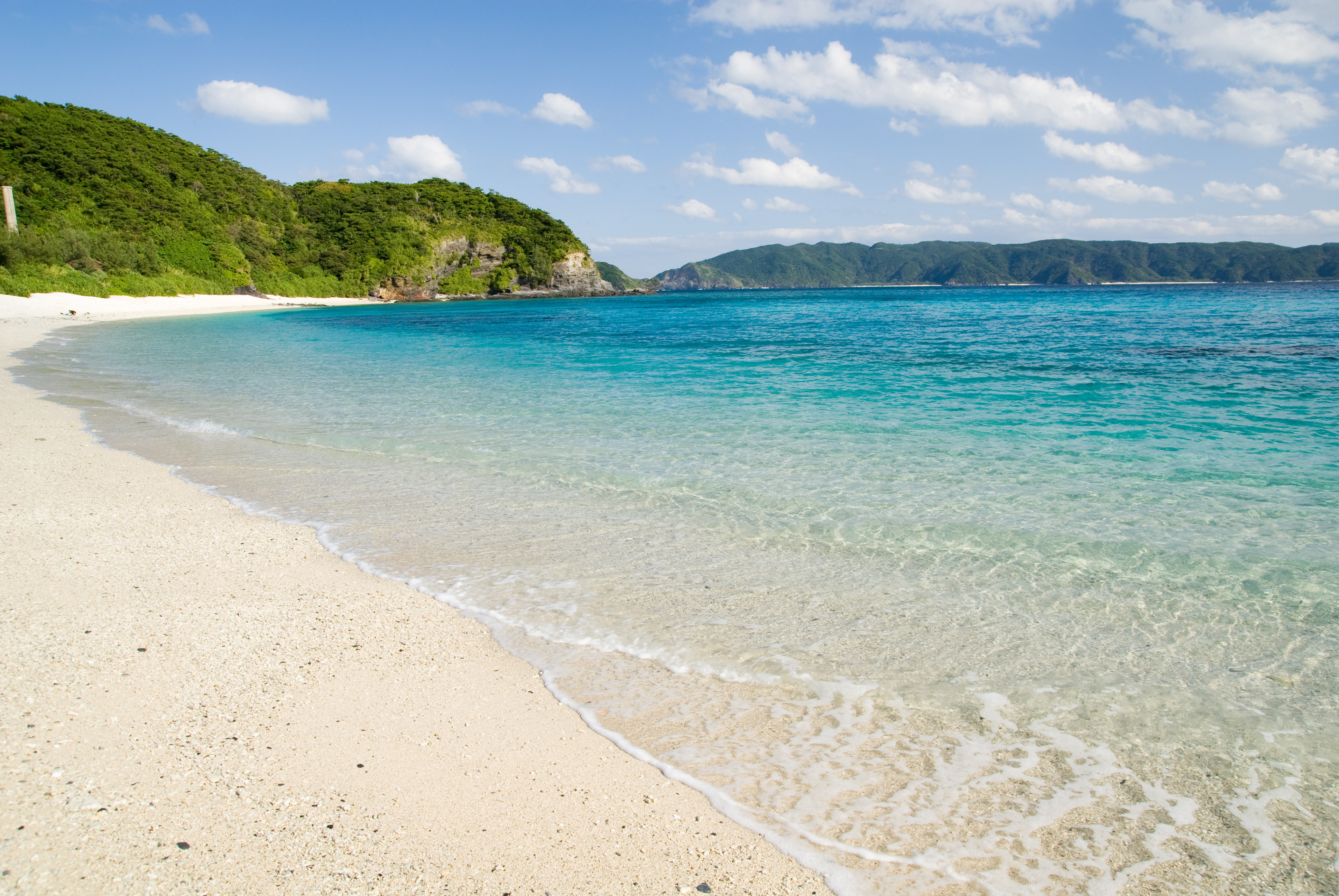
Spiaggia di Furuzamami
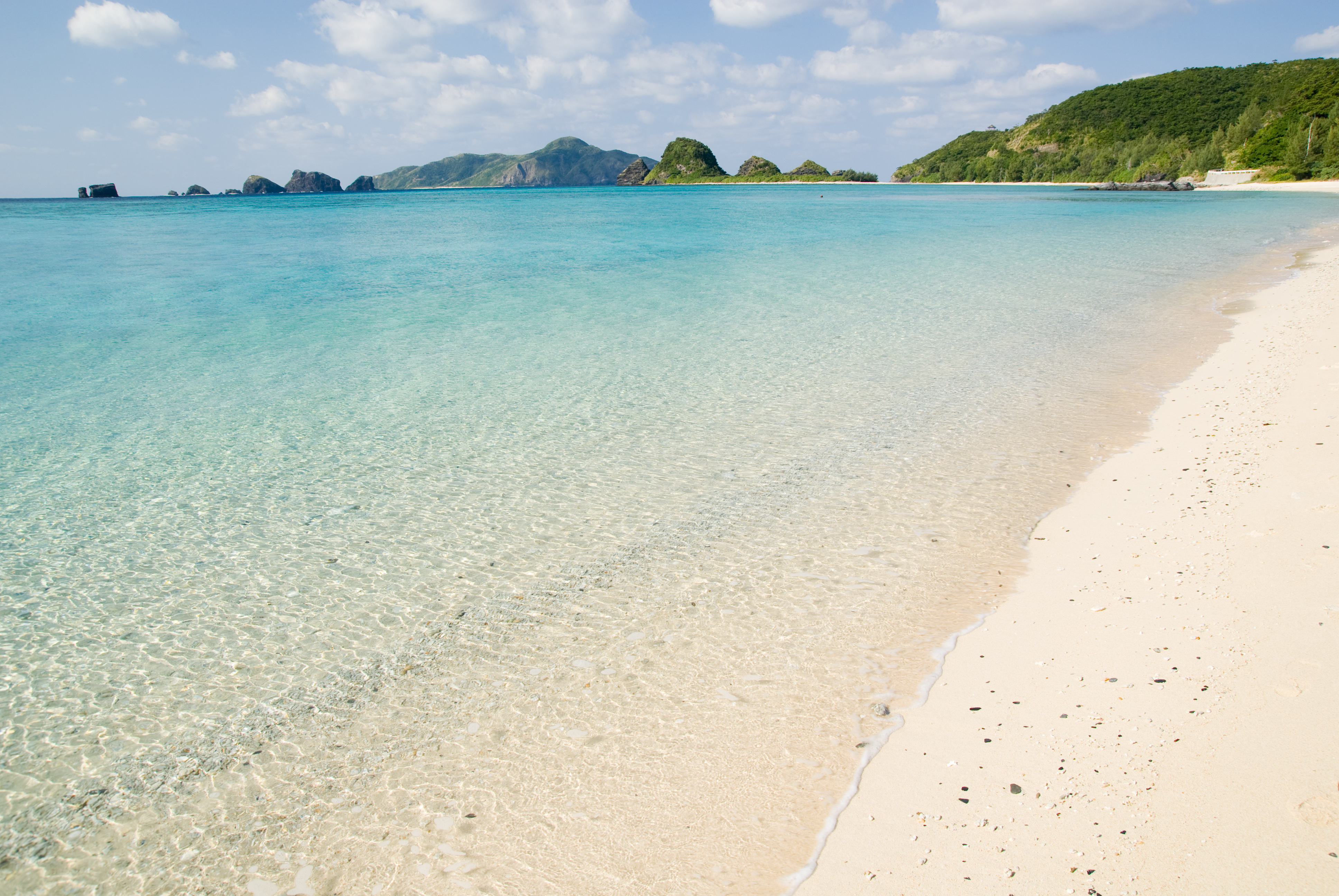
Spiaggia di Ama
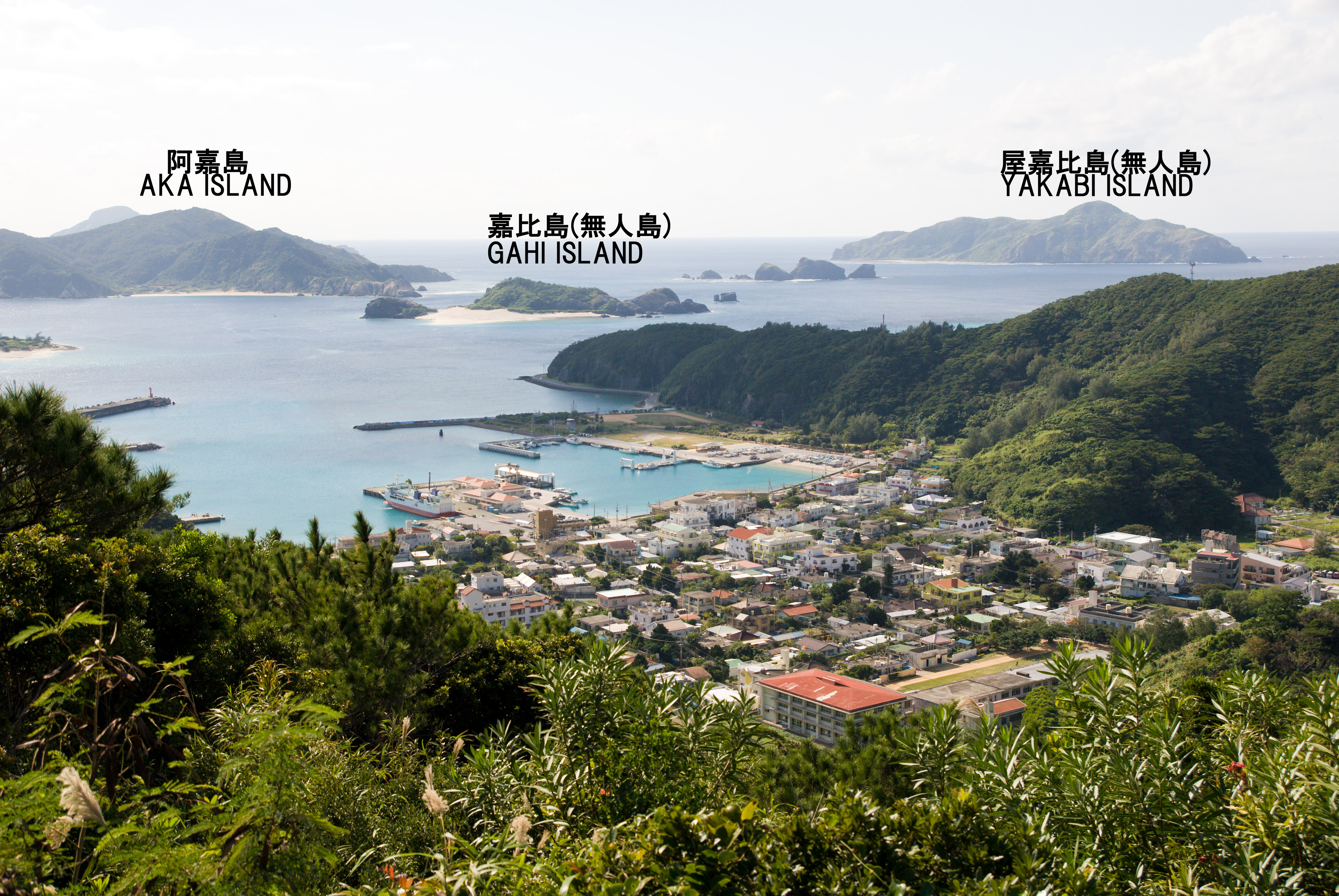
Veduta dal Monte Takatsuki (dall'alto il porto ed il villaggio di Zamami; in secondo piano le isole di Aka, Gahi e Takabi)

### Osservatori
- Parco montano di Takatsuki 
  - Osservatorio di Takatsukiyama -Altitudine 131 m
  - Osservatorio 1-Sovrastante la calma Baia di Anogoura
- Osservatorio Nase no Saki
- Osservatorio Inasaki (Nanzachi no Saki)
- Osservatorio Chishi
- Osservatorio Kaminohama